# Visa (album)
Visa – szósty album studyjny Juniora Reida, jamajskiego wykonawcy muzyki roots reggae i dancehall.
Płyta została wydana w roku 1993 przez londyńską wytwórnię Greensleeves Records jedynie w Wielkiej Brytanii, natomiast rok później w Stanach Zjednoczonych wydała ją waszyngtońska wytwórnia RAS Records (wraz z trzema dodatkowymi utworami). Produkcją krążka zajął się sam wokalista. W roku 1995 nakładem japońskiego labelu Nyam Up Records ukazała się reedycja albumu pod zmienionym tytułem Showers of Blessings, zawierająca inne dodatkowe piosenki niż w wersji RAS Records.

## Lista utworów
1. "Me Have The View"
2. "Mr. Talkabout"
3. "Gun Court"
4. "Him A Touch It Again"
5. "Friend Enemy"
6. "Free That Little Tree"
7. "It's Not A One Man Thing" feat. Gregory Isaacs & Dennis Brown
8. "Dreadlocks In The White House"
9. "No Loafting"
10. "Cry Now"
11. "Hospital, Cemetery Or Jail"
12. "All Fruits Ripe"
13. "Youth Man"
14. "Dance Nah Keep" feat. Dennis Brown

### Dodatkowe utwory w wydaniu RAS Records
1. "Rasta Present"
2. "Cry Now" feat. Gringo Ranks & Johnny Thermos
3. "International Year Of Chalice"

### Dodatkowe utwory naShowers of Blessings
1. "This Lady"
2. "Lovers Affairs"
3. "Meet Me At The School Gate"
4. "Honey"

## Muzycy
- Daniel "Axeman" Thompson - gitara
- Chris Meredith - gitara basowa
- Leroy "Horsemouth" Wallace - perkusja
- Melbourne "George Dusty" Miller - perkusja
- Wilburn "Squidley" Cole - perkusja
- Geoffrey Chung - keyboard
- Dean Fraser - saksofon